# الزنج (قرية بحرينية)
الزنج قرية في المنامة عاصمة مملكة البحرين.

## التسمية
الاعتقاد السائد بين العلماء البحرينيين هو أن سبب التسمية يعود إلى الترجمة الحرفية لكلمة نيجروس (negros) أو بلاكامورز (blackamoors) لأنه يتصل بالعبيد الأفارقة الذين تم بيعهم هناك. بعض العلماء الأجانب يختلفون مع هذا السبب ويعزون سبب التسمية إلى ثورة الزنج في القرن 9 ضد الدولة العباسية.

## الموقع
تنقسم القرية إلى قسمين وهما: الزنج الجديدة والزنج القديمة. تتكون الزنج الجديدة من فيلات واسعة عديدة تطل على شاطئ البحر بخليج توبلي. الزنج القديمة هو القسم القديم المجاور لقرية بلاد القديم.

## التاريخ
تضم الزنج القديمة العديد من الأماكن التاريخية مثل مسجد الصبور أحد أقدم المساجد في البحرين. ومن المعروف أن مسجد الصبور فريد ليس له سقف لأن جميع جهود الناس في بناء السقف فشلت.
الزنج مقر العديد من السفارات الأجنبية بما فيها الولايات المتحدة الأمريكية والفلبين وإندونيسيا وروسيا وسابقا باكستان. في أبريل 2002 جرت مظاهرات كبيرة مؤيدة للفلسطينيين يصل عددها إلى 20 ألف شخص أمام السفارة الأمريكية وقتل مواطن بحريني وجرح حوالي 100 شخص بعد هجوم على السفارة الأمريكية بقنابل البنزين والحجارة. عقد احتجاج مماثل في عام 2003 في الفترة التي سبقت الحرب على العراق. لا تزال العديد من الطرق في الزنج تحصن بالكتل الخرسانية وكثيرا ما تشاهد قوات الأمن الخاصة متواجدة في المنطقة ليلا.

## الرياضة
يقع نادي وملعب الأهلي في الزنج. تقام على ملعب الأهلي مباريات الدرجتين الممتازة والثانية. النادي الأهلي الرياضي هو أحد أقدم الأندية الرياضية في البلاد ومنطقة الخليج العربي. اشتهر النادي بالفوز بالعديد من المسابقات الإقليمية المختلفة في كرة القدم وكرة السلة وكرة اليد. أبرز لاعبيه هو علاء حبيل الذي توج هدافا بطولة آسيا لكرة القدم 2004 في الصين برصيد 5 أهداف.